# Львовский (Тульская область)
Львовский — посёлок в Кимовском районе Тульской области России.
В рамках административно-территориального устройства входит в Хитровщинский сельский округ Кимовского района, в рамках организации местного самоуправления включается в Новольвовское сельское поселение.

## География
Посёлок находится в восточной части Тульской области, в лесостепной зоне, в пределах Среднерусской возвышенности, на левом берегу реки Гнилуши, при автодороге 70К-206, на расстоянии 14 километров (по прямой) к востоку от города Кимовска, административного центра района. Абсолютная высота — 175 метров над уровнем моря.

### Климат
Климат характеризуется как умеренно континентальный, с умеренно холодной зимой и тёплым летом. Среднегодовая многолетняя температура воздуха составляет +4 — +4,6°С. Средняя температура воздуха самого холодного месяца (января) — −10 °C (абсолютный минимум — −42 °C), средняя температура самого тёплого (июля) — +18,3 °С (абсолютный максимум — +38 °C). Безморозный период длится около 149 дней. Среднегодовое количество атмосферных осадков составляет 536 мм, из которых большая часть выпадает в тёплый период. Снежный покров держится в течение 130—145 дней. Среднегодовая скорость ветра составляет 3,6 м/с.

### Часовой пояс
Посёлок Львовский, как и вся Тульская область, находится в часовой зоне МСК (московское время). Смещение применяемого времени относительно UTC составляет +3:00.

## Население
| 2002 | 2010 |
| ---- | ---- |
| 88   | ↘54  |

### Национальный состав
Согласно результатам переписи 2002 года, в национальной структуре населения русские составляли 97 % из 88 чел.